# عرقسوس شوكي الثمار
عرقسوس شوكي الثمار (الاسم العلمي:Glycyrrhiza acanthocarpa) هو نوع من النباتات يتبع جنس العرقسوس من الفصيلة البقولية.